# Partisan Review
Partisan Review è stata una rivista trimestrale statunitense pubblicata dal 1934 al 2003, con una sospensione tra ottobre 1936 e dicembre 1937.

## Storia
La rivista fu fondata da William Phillips (1907-2002), Philip Rahv (1908-1973), e Sender Garlin (1902-1999), all'inizio come alternativa a "The New Masses". Tra i primi lettori, abbonati e sostenitori c'erano gli immigrati ebrei dell'Europa. Raggiunse la massima diffusione dagli ultimi anni 1930 ai primi anni 1960, quando diventò uno dei punti di riferimento per le discussioni politico-culturali e i dibattiti letterari alla moda, oltre che per pubblicare autori emergenti e recensioni.
Tra i collaboratori si ricordano W.S. Merwin, Conor Cruise O'Brien, Saul Bellow, Valery Brainin-Passek, Elizabeth Hardwick, Doris Lessing, Philip Roth, Lionel Trilling, Irving Howe, Dwight Macdonald, Hannah Arendt, Mary McCarthy, Clement Greenberg, Lionel Abel, James Burnham, Meyer Schapiro, Harold Rosenberg e Susan Sontag.
Quando Philip Rahv chiese in una lettera a George Orwell di trovare collaboratori inglesi, questi offrì i nomi di Alex Comfort, Henry Treece, Alun Lewis, William Rogers, G. S. Fraser, Roy Fuller, Kathleen Raine, che scrivevano su Poetry London, oltre ai più noti di Herbert Read, T. S. Eliot, Stephen Spender, Louis MacNeice, E. M. Forster, William Empson, Jack Common, Hugh Slater, Robert Lowell, Norman Mailer, Lewis A. Coser, Marianne Moore e Roy Campbell.
Tra il 1941 e il 1946 Orwell scrisse 15 lettere da Londra per Partisan Review. Nel 1949, la rivista premiò lo scrittore per Nineteen Eighty-Four.
Nel 1963 la sede venne spostata all'interno della Rutgers University, dove William Phillips divenne lettore del dipartimento di letteratura inglese. Nel 1978, in occasione del suo pensionamento, la facoltà gli levò l'opportunità di continuare ad avere gli uffici e l'assistenza della segreteria. Spostò quindi la rivista presso la Boston University, ma gli venne impedito di spostare l'archivio. Questo portò a una battaglia legale che Phillips vinse.
Più di recente sono apparsi anche articoli di Doris Lessing, Norman Manea, Cynthia Ozick, Steven Marcus, Czesław Miłosz, Mario Vargas Llosa Amos Oz, Peter Brooks, Marc Fumaroli, Tzvetan Todorov, Adam Zagajewski, Leszek Kołakowski e traduzioni di poesie di Eugenio Montale, Luciano Erba, Umberto Saba, Alda Merini e Mario Luzi.
Dopo la morte di Phillips, la moglie Edith Kurzweil (1925-) proseguì il lavoro editoriale della rivista per pochi numeri. Poi la rivista chiuse con il numero 1 dell'anno LXX (2003).

## Articoli considerati classici
- James Agee, Knoxville: Summer of 1915[4]
- Saul Bellow, Two Morning Monologues
- John Berryman, Homage to Mistress Bradstreet
- Due dei Four Quartets di T. S. Eliot
- Leslie Fiedler, Come Back to the Raft Ag'in, Huck Honey
- Clement Greenberg, Avant-garde and kitsch
- George Orwell, Such, Such Were the Joys
- Hannah Arendt, The Concentration Camps
- Dwight Macdonald, Masscult and Midcult, 1960.
- Delmore Schwartz, In Dreams Begin Responsibilities
- Isaac Bashevis Singer, Gimpel the Fool (tradotto da Saul Bellow)
- Susan Sontag, Notes on "Camp"